# ADVENTURES
『ADVENTURES』（アドヴェンチャーズ）は、THE SQUARE8作目のアルバム。
1984年4月1日にリリース。

## 解説
スクェア8作目のアルバム。ジャズファンやフュージョンファンにのみ知られていたスクェアが、一般的に広く知られるきっかけとなった作品で、本作はコンセプトアルバムとして制作され、オープニングとエンディングに表題曲が「プロローグ」「エピローグ」として収録されている。
当時「サントリーホワイト」のCFソングに2曲目の「ALL ABOUT YOU」8曲目の「TRAVELERS」（シングルが同時発売）が起用され、このCMにサクソフォーン奏者の伊東たけしが（リリコン奏者として）出演したことから、スクェアの名がお茶の間に広く知られることになった。
シャカタク風味の3曲目『NIGHT DREAMER』では伊東はソロのみ参加。曲の打合せ日に伊東が遅れ、サックスで演奏する筈だったメロディーを和泉がピアノで代奏したところウケが良かったのでそのままピアノがメインの曲になった為。また5曲目『RODAN』に伊東は一切参加していないが、ライヴではギターのメロディーの一部をリリコンでハモりながら演奏する姿が映像に記録されている。

## 評論
音楽ライターの熊谷美広は自ら監修した『ディスク・ガイド・シリーズ　No.1　フュージョン』（シンコー・ミュージック、2000年8月8日初版発行、ISBN 4-401-61649-9）のなかで「彼らが日本フュージョン・シーンを代表するグループに成長したことを証明した、スケールの大きなコンセプト・アルバム」「その後の彼らのスタイルがここで完成したといえるだろう」と評している。

## 記録
オリコンでジャズアルバムカテゴリーでなく、歌謡曲も含めたアルバム総合チャートで最高8位を獲得し、当時のフュージョンアルバムとして異例のヒットを記録した。

## 収録曲
1. ADVENTURES (Prologue) - 安藤まさひろ作曲
2. ALL ABOUT YOU - 安藤まさひろ作曲
3. NIGHT DREAMER - 安藤まさひろ作曲
4. SISTER MARIAN - 安藤まさひろ作曲
5. RODAN - 田中豊雪作曲
6. JUBILEE - 安藤まさひろ作曲
7. CAPE LIGHT - 和泉宏隆作曲
8. TRAVELERS - 和泉宏隆作曲
9. ADVENTURES (Epilogue) - 安藤まさひろ作曲

なおリズムトラック編曲は全曲THE SQUAREが、シンセサイザー編曲、ストリングス編曲及びホーン編曲は和泉宏隆が手がけている。

## ミュージシャン
- THE SQUARE 
  - 安藤まさひろ - Electric Guitar
  - 伊東たけし - Alto Saxophone & Lyricon
  - 和泉宏隆 - Acoustic Piano, Dynomi-Piano, Prophet 5, Yamaha DX-7, P.P.G. & Korg Poly-61
  - 田中豊雪 - Electric Bass & Prophet 5 Bass
  - 長谷部徹 - Pearl Drums
- Guest Musicians
  - 仙波清彦 - Percussion
  - Kanezaki Group - Horn
  - 中西アンサンブル - Strings

## チャート成績
- 年間アルバムヒットチャート 1984年(昭和59年) 50位 [2]